# Marietta (Nevada)
Marietta é uma cidade fantasma no condado de Mineral , nos Estados Unidos. 

## História
A área foi extensivamente pesquisada pelo prospetor F.M. "Borax" Smith, e Teel's Marsh próximo de Marietta é muitas vezes considerada como o início dos negócios de bórax (ele tinha sido anteriormente um prospetor de prata e ouro). Todavia, antes de Smith alcançar a área de Marietta, esta já havia sido palco de exploração de sal, material usado no processamento de minério em  Virginia City, Aurora e Bodie. O uso de camelos para transportar sal para Virginia City é muitas vezes citada, se bem que haja muitas dúvidas sobre se isso realmente teve lugar. As mulas foram o método mais comum no transporte de sal.  F.M. Smith começou a pesquisar e a processar depósitos de bórax e sal em 1867, principalmente nos depósitos nas proximidades de Teels Marsh.
Marietta foi formalmente fundada como cidade em 1877 e rapidamente possuía já várias centenas de habitantes. Pouco sabemos desses primeiros mineiros, porque muitos desses trabalhadores envolvidos na atividade mineira em Teels Marsh eram Chineses de que temos poucas informações. Na cidade surgiram rapidamente 13 saloons, uma estação de correios, várias lojas (incluindo a loja pertencente a de 'Borax' Smith), e várias estruturas de pedra e adobe. Marietta foi um campo de muitos conflitos, apesar do seu tamanho, à primeira vista parecia ser mais um local de armazenagem de minério do que um palco de atividade criminosa. O serviço de diligências de e para Marietta foi assaltado 30 vezes em 1880. numa única semana daquele ano, ocorreram 4 assaltos. Ao que parece, o relativo isolamento do local era propício para assaltos e onde os criminosos podiam atuar com relativa liberdade. 
Apesar do crime ali existente, a exploração de bórax e sal foi muito lucrativo, tal como eram as explorações de ouro e prata nas redondezas.  Durante a maior parte de cerca de 20 anos Marietta prosperou. Todavia, nos inícios de meados da década de 1890, os mercados de bórax e de sal expandiram-se da região central e oeste do Nevada para os mercados em crescimento no sul da Califórnia. F.M. Smith fundou depósitos masis expansivos na região do Vale da Morte, na Califórnia e uma vez que tinha estabelecido ali os seus trabalhos, fechou as suas operações em Marietta. Como esta fonte de rendimento desapareceu, a vila rapidamente desvaneceu e ficou quase deserta nos inícios da década de 1900. Na década de 1930. alguma trabalho de exploração de prata e ouro nas proximidades levou a uma breve ressurreição da cidade, mas foi de curta duração e Marietta voltou a escorregar na obscuridade. Ainda houve alguma atividades mineiras nas décadas de 1950 e 1960, de pequenas quantidades de urânio na área, mas nunca foram encontradas grandes quantidades daquele minério e nunca foi ali empreendida uma atividade de larga escala.
Nos últimos 20 anos foram feitas explorações mineiras esporádicas na área de Marietta. Os edifícios industriais mais recentes são dessa atividade. Umas poucas pessoas vivem na área como caseiros.  Uma companhia de exploração mineira recente é a Great Western Mining Corporation, uma companhia de exploração mineira irlandesa que concentra a exploração de ouro, prata e urânio em  Little Huntoon Valley, área próxima de Marietta. Os visitantes do local devem ter o cuidado de não entrar ou trespassar em nenhuma das propriedades da companhia mineira, enquanto exploram as ruínas da cidade.
Desde 1991, a área é federalmente a Marietta Wild Burro Range - Bureau of Land Management.  Esta área de 280 km2 que inclui  Marietta e Teels Marsh possui 85 burros.  Pequenos grupos de burros podem muitas vezes ser encontrados vagueando  nas ruínas de Marietta.